# Maio Amarelo

Símbolo do movimento, a cor amarela representa atenção e advertência.

O Movimento Maio Amarelo foi criado pelo Observatório Nacional de Segurança Viária em 2014, com a proposta de chamar a atenção da sociedade para o alto índice de mortos e feridos no trânsito em todo o mundo. Foi instaurado com base em uma resolução da Assembleia-Geral das Nações Unidas que definiu o período entre 2011 e 2020 como a “Década de Ações para a Segurança no Trânsito”. O mês de maio foi escolhido por ter sido o mês em que a resolução da ONU foi publicada, em 11 de maio de 2011.
Segundo a OMS, em 2009, foram registrados 1,3 milhão de mortes causadas por acidentes de trânsito em 178 países diferentes - principal causa de morte para jovens de 15 a 29 anos.

## História
Em 11 de maio de 2011, com base em uma resolução da Assembleia-Geral das Nações Unidas que definiu o período entre 2011-2020 como a “Década de Ações para a Segurança no Trânsito”, o mês de maio tornou-se referência mundial para o balanço das ações de segurança viária realizadas pelo mundo.

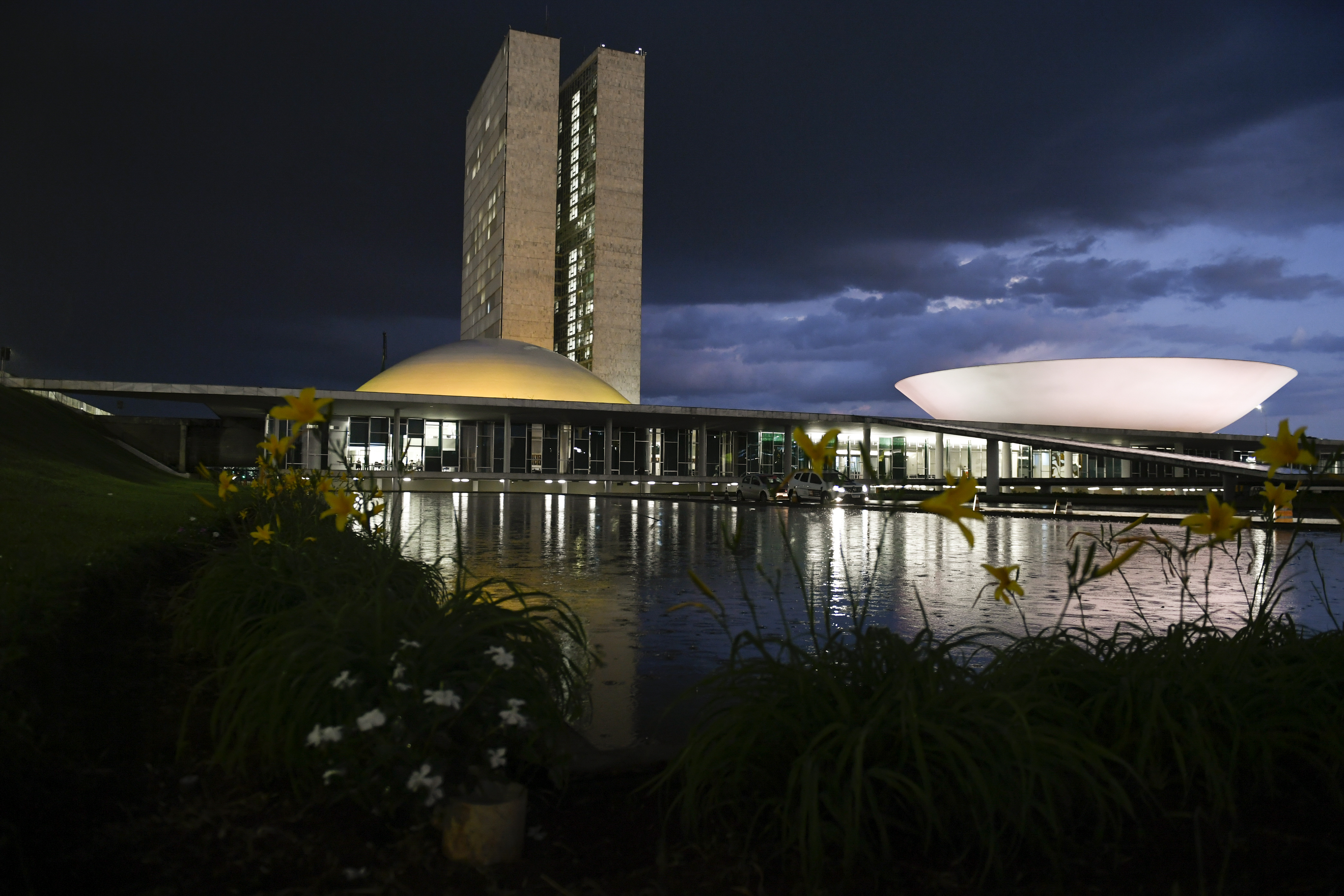
Congresso Nacional iluminado em apoio à maio amarelo em 2023.

Com o objetivo de colocar em pauta o tema trânsito para toda a sociedade, o Observatório Nacional de Segurança Viária criou em 2014, o Movimento Maio Amarelo para estimular a participação da população, de empresas, governos e entidades na discussão e desenvolvimento de ações para um trânsito mais seguro e humano. No decorrer desses anos de existência, o Maio Amarelo vem registrando cada vez mais engajamento, e em 2019, 27 países, 423 municípios e 1.425 empresas apoiaram a campanha.
Dessa forma, o Movimento Maio Amarelo é uma ação coordenada entre o Poder Público e a sociedade civil. Para colocar em pauta o tema segurança viária e mobilizar toda a sociedade, envolvendo os mais diversos segmentos: órgãos de governos, empresas, entidades de classe, associações, federações e sociedade civil organizada para, efetivamente discutir o tema, engajar-se em ações e propagar o conhecimento, abordando toda a amplitude que a questão do trânsito exige, nas mais diferentes esferas.

## Temas anuais[4]
- 2014 – Atenção pela Vida;
- 2015 – Seja Você a Mudança;
- 2016 – Eu Sou +1;
- 2017 – Minha Escolha Faz a Diferença;
- 2018 – Nós Somos o Trânsito;
- 2019 – No Trânsito, o Sentido É a Vida;
- 2020 – Perceba o risco. Proteja a vida;
- 2021 – Respeito e Responsabilidade. Pratique no trânsito;
- 2022 - Juntos salvamos vidas.
- 2023 - No Trânsito, Escolha a vida.
- 2024 -  Paz No Trânsito Começa Por Você.